# Tarn-et-Garonne
Tarn-et-Garonne je francouzský departement ležící v regionu Okcitánie. Název pochází od řek Tarn a Garonny. Hlavní město je Montauban.
Departement vznikl 4. listopadu 1808 v období Francouzského císařství.

## Významná města
- Montauban

## Osobnosti spjaté s departementem Tarn-et-Garonne
- Antoine Bourdelle
- André Téchiné
- Jean-Auguste Dominique Ingres
- Pierre de Fermat
- Marc Frayssinet
- Pierre Frayssinet
- Mathieu François du Bertrand
- Raymond Dirlès
- Olympe de Gouges
- Dieudonné Costes